# PFK Piešťany
PFK Piešťany là một câu lạc bộ bóng đá Slovakia, đến từ thị trấn Piešťany. Câu lạc bộ được thành lập năm 1912.